# AN/PVS-14
AN/PVS-14 — портативний монокулярний прилад нічного бачення, розроблений американською корпорацією ITT для армії США в рамках програми Land Warrior. У правоохоронних органах США прилад використовується під позначенням Night Enforcer NEPVS-14. Виробляється починаючи з 2000 року компаніями ITT Corporation та Litton Industries, Inc.
Прилад призначений для використання у наземних нічних операціях, може бути прикріпленим як на шолом, так і на зброю.

## Характеристики
AN/PVS-14 має невелику вагу та високу роздільну здатність. Головними особливостями приладу є:  ручне регулювання яскравості ЕОП і захист від засвітки, індикатор розряду батарей і індікатор роботи ІЧ-освітлювача, прилад йде у комлекті з кріпленнями для шолому.
- Маса, кг — 0,355—0,392.
- Роздільна здатність, ліній на мм — більше 64.
- Режим роботи — пасивний/активний.
- Кут огляду, град. — 40° (±2).
- Діоптрійна корекція окуляра, +/- D — + 2 / −6.
- Дальність виявлення при зоряному світлі, м — 350.
- Дальність розпізнавання при зоряному світлі, м — 300.
- Кратність збільшення — 1×.
- Тип живлення — 1 елемент AA.
- Тривалість роботи на одному комплекті елементів живлення при кімнатній температурі, годин — 50.
- Температурний діапазон застосування, град — −50 °C / + 49 °C.
- Температурний діапазон зберігання, град — −50 °C / + 85 °C.[2]